# Epave antice în Marea Neagră

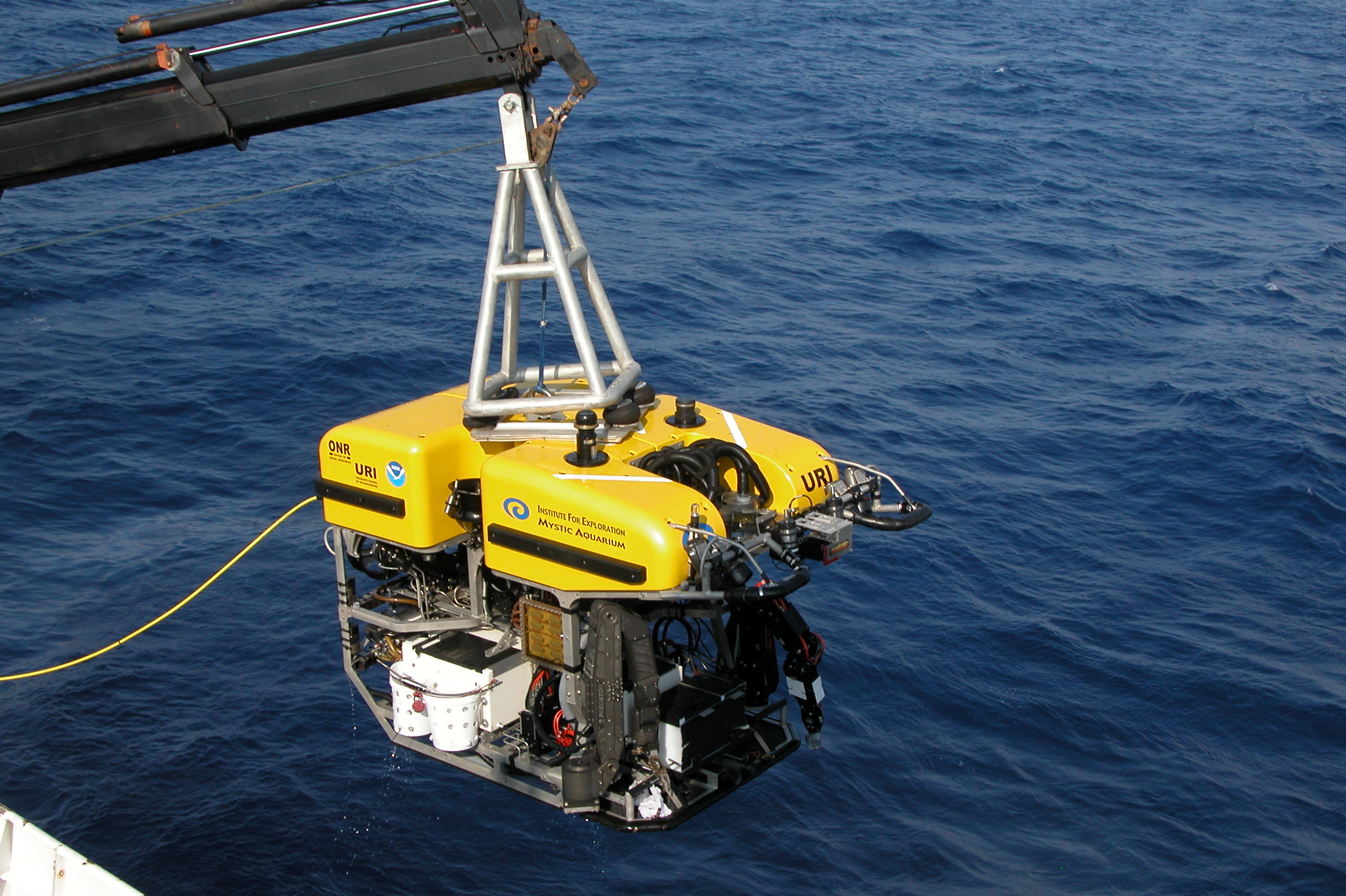
Robotul ROV subacvatic Hercules

În anul 2000, într-o serie de expediții, o echipă de arheologi marini condusă de oceanologul Robert Ballard, s-a concentrat pe explorarea fundul Mării Negre la aproximativ 15-30 km vest de orașul Sinop, Turcia. Cu ajutorul robotului subacvatic Hercules, s-a examinat fundul mării în cautarea epavelor pentru a testa ipoteza că la adâncimi mai mari de 200 m, epavele ar rămâne protejate de atacurile biologice ale microorganismelor asupra componentelor de lemn sau metal și au căutat date despre o rută comercială străveche între Sinop și Crimeea, așa cum indicau vestigiile arheologice terestre.
La vest de orașul Sinop la adâncimi de peste 100 m, echipa a identificat mai multe epave antice Sinop A, B, C și D care datează din perioada romană târzie (sec. II-IV d.Hr.), precum și o epavă lângă țărmurile Ucrainei, Chersonesos A, din perioada bizantină (sec. V-VII d.Hr.).

## Sinop D
La est de Sinop, la o adâncime de 320 m, în Marea Neagră în apele adânci anoxice, echipa a descoperit Sinop D, o epavă remarcabil de bine conservată. Coca navei în lungime de 17 m și întreaga încărcătură de amfore sunt intacte, îngropate în sedimente. Structurile sale de punte sunt de asemenea intacte, inclusiv un catarg cu înălțimea de 11 m. Datarea cu radiocarbon a lemnului epavei oferă data 410-520 d.Hr. 

În anul 2003, au fost recuperate mai multe amfore care conțineau miere.

## Chersonesos A
Epava Chersonesos A din sec IX-XI d.Hr. descoperită în anul 2006, se află la 135 de metri adâncime în dreptul orașului Sevastopol.  Resturi din coca navei sunt surprinzător de bine conservate, precum și alte elemente ale osaturii din lemn. În această epavă de mici dimensiuni (8 x 3 metri) au fost găsite un număr de aproximativ 200 de amfore cu fund plat, dintre care numai 23 au fost etichetate și catalogate. 